# سيو جونغ-جين
سيو جونغ-جين (الكورية: 서정진) هو لاعب كرة قدم كوري جنوبي في مركز نصف الجناح، ولد في 6 سبتمبر 1989 في كوريا الجنوبية. شارك مع منتخب كوريا الجنوبية تحت 20 سنة لكرة القدم ومنتخب كوريا الجنوبية تحت 23 سنة لكرة القدم ومنتخب كوريا الجنوبية لكرة القدم. أما مع النوادي، فقد لعب مع أولسان هيونداي وجونبك هيونداي موتورز وسوون سامسونغ بلووينغز.

## وصلات خارجية
- سيو جونغ-جين على موقع الاتحاد الدولي (مؤرشف)  (الإنجليزية)
- سيو جونغ-جين على موقع دوري كوريا الجنوبية (الإنجليزية)
- سيو جونغ-جين على موقع قاعدة بيانات كرة القدم.إي يو (الإنجليزية)
- سيو جونغ-جين على موقع ناشيونال فوتبول تيمز (الإنجليزية)
- سيو جونغ-جين على موقع Soccerway.com (الإنجليزية)